# Kulturní centrum Klubovna
Kulturní centrum Klubovna v Dejvicích v Praze je kulturní a komunitní centrum, které vzniklo v roce 2009 z iniciativy studentů v budově bývalé dvoutřídky z 50. let 20. století. Centrum provozuje „Občanské sdružení Povaleč“ za podpory Městské části Prahy 6. Pořádá zde koncerty (mladé pražské kapely i zahraniční hosté) a pravidelné filmové a divadelní večery. Prostor Klubovny obsahuje koncertní sál, vybavený profesionálním ozvučením, osvětlením, projekčním plátnem a projektorem. Dále je zde hospoda, jejíž stěny se využívají pro nejrůznější výstavy.
Kulturní centrum bude pravděpodobně uzavřeno, protože přes jeho pozemek jsou plánovány vozovky Komunikace Evropská-Svatovítská (KES), která má ulevit přetíženému Vítěznému náměstí.